# Batman (provincie)
Batman (Koerdisch: Êlih) is een provincie in Oost-Turkije met 472.487 inwoners (2007) en is genoemd naar de rivier de
Batman die hierdoorheen stroomt. De provincie heeft een oppervlakte van 4694 km² en de hoofdstad is het gelijknamige Batman.

## Geschiedenis
De provincie Batman is een relatief nieuwe provincie (1990) en werd gevormd uit districten die tot die tijd bij de provincies Siirt en Mardin behoorden.

## Bevolking
Op 1 januari 2019 telde de provincie Batman 608.659 inwoners.  De provincie heeft een diverse bevolking bestaande uit Turken, Koerden, Arabieren en een minderheid van Jezidi's, Arameeërs en Armenen. Er zijn nog een paar Turkmeense dorpen in Batman, vooral in het noorden. In het district Gercüş leeft al eeuwenlang een Arabischsprekende groep, de zogenaamde Mhallami. De dorpen en kleine steden Kayapınar, Yenice en Yolağzı hebben een grote Arabische bevolking.
| Bevolking | onbekend | onbekend | onbekend | onbekend | onbekend | onbekend | 344.669 | 456.734 | 608.659 |

#### Religie
De meerderheid van de bevolking behoort tot de soennitische islam. De meeste Zaza's en de Turkmenen hangen het alevitisme aan. Daarnaast is er een christelijke Aramese minderheid behorend tot de Syrisch-Orthodoxe Kerk. Batman had in de twintigste eeuw een grote Jezidi-gemeenschap, maar deze hebben het gebied massaal verlaten.

## Economie
In de provincie vindt oliewinning en -verwerking plaats. De olieraffinaderij is in 1955 opgericht. Er loopt een pijplijn van Batman tot aan de Turkse stad Iskenderun, 494 kilometer verder. Uit archeologisch oogpunt is de provincie ook interessant. Volgens de archeoloog Michael Rosenborg zijn er meer dan 100 archeologische sites in deze regio.

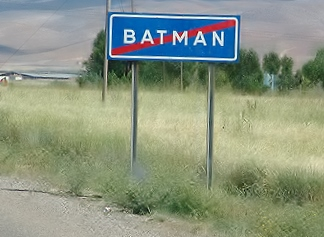
Verkeersbord

## Bestuurlijke indeling

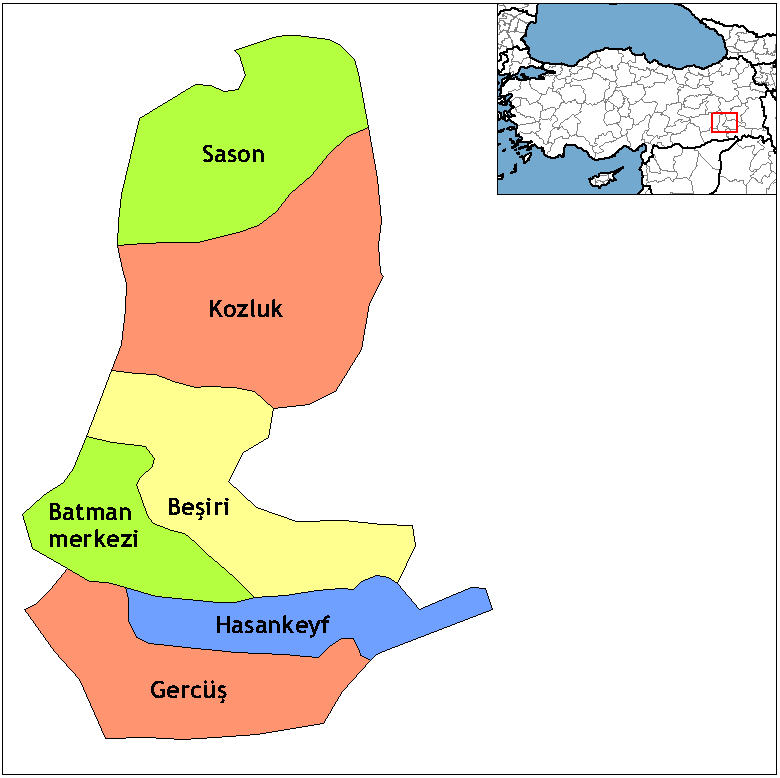
Districten van Batman

### Districten
De provincie bestaat uit de volgende zes districten:
| - Batman - Kozluk - Sason | - Beşiri - Gercüş - Hasankeyf |